# Cleome chrysogyna
Cleome chrysogyna là một loài thực vật có hoa trong họ Màng màng. Loài này được Gilg ex Heilborn mô tả khoa học đầu tiên năm 1931.